# Else (Werre)
Die Else ist ein linker Nebenfluss der Werre im nordöstlichen Nordrhein-Westfalen und im südlichen Niedersachsen. Die Else entsteht als hydrologische Besonderheit an einer Bifurkation.

## Name
Erster Namensbeleg stammt aus den Jahren 1456–1458 (up der Elsene). Der Name entstand aus dem germanischen Wort *Alisanō für 'Erlenbach'.

## Entstehung
Die Else hat keine Quelle, sondern entsteht als hydrologische Besonderheit durch Bifurkation. Die Bifurkation befindet sich bei Gesmold (Stadt Melle) in Niedersachsen, wo die Else von der Hase abzweigt (Hase-Flusskilometer 158,9). Die Bifurkation ist möglicherweise künstlich geschaffen oder verlegt worden. Sie wird zumindest künstlich aufrechterhalten. Im Laufe der Geschichte kam es über die Verteilung der Wassermengen, die mittlerweile durch ein Bauwerk reguliert werden kann, zu Konflikten. So soll bei Streitigkeiten durch Zuschüttung das gesamte Wasser entweder in die Hase oder die Else umgeleitet worden sein. Heute wird von der Hase an der Bifurkation rund ein Drittel des ankommenden Wassers abgeleitet. Die Hase fließt im Gegensatz zur Else nordwestlich der Ems zu, während die Else den östlichen Weg Richtung Weser nimmt.

## Verlauf

Verlauf der Else

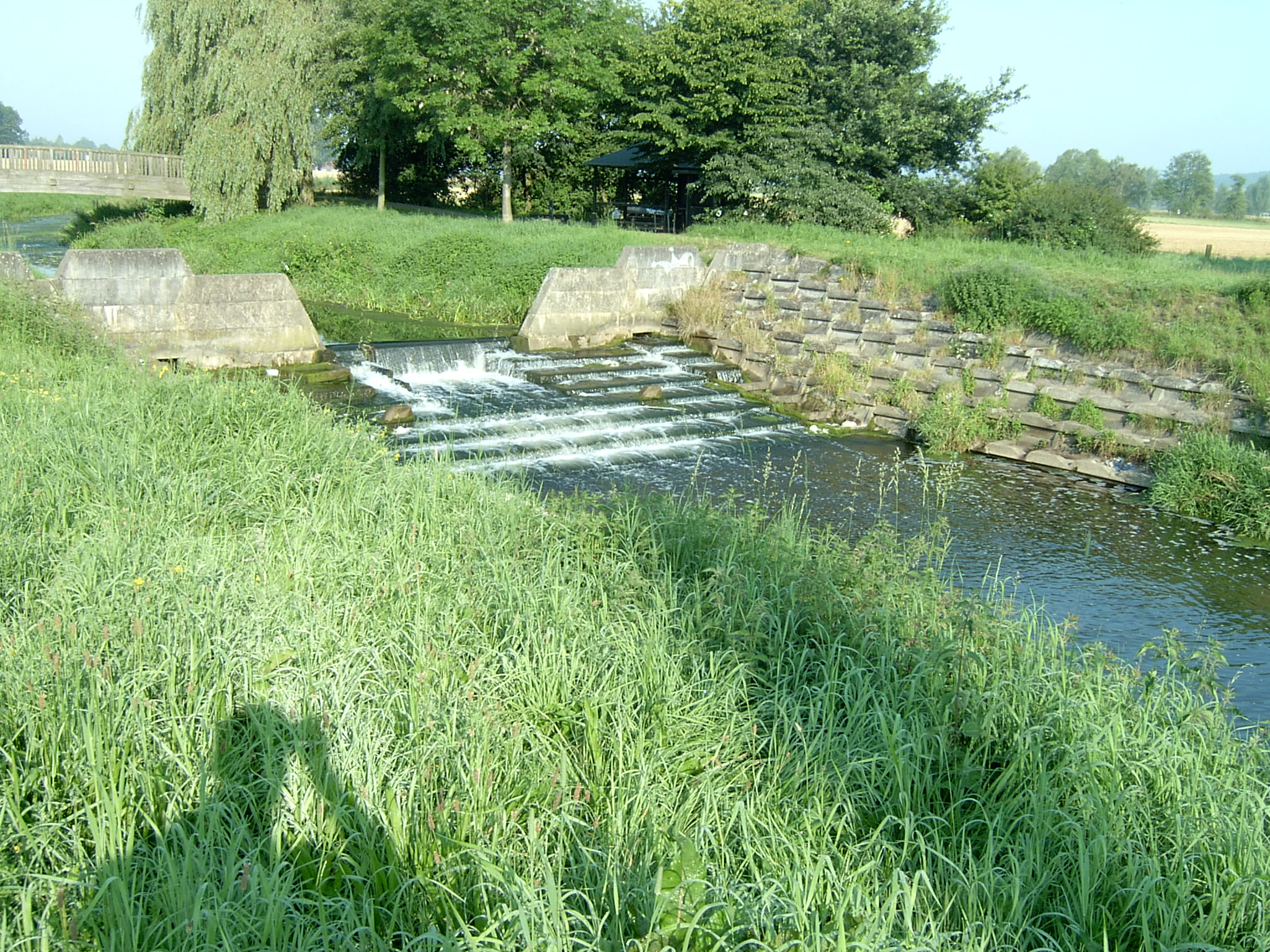
Die Else in Melle-Bruchmühlen

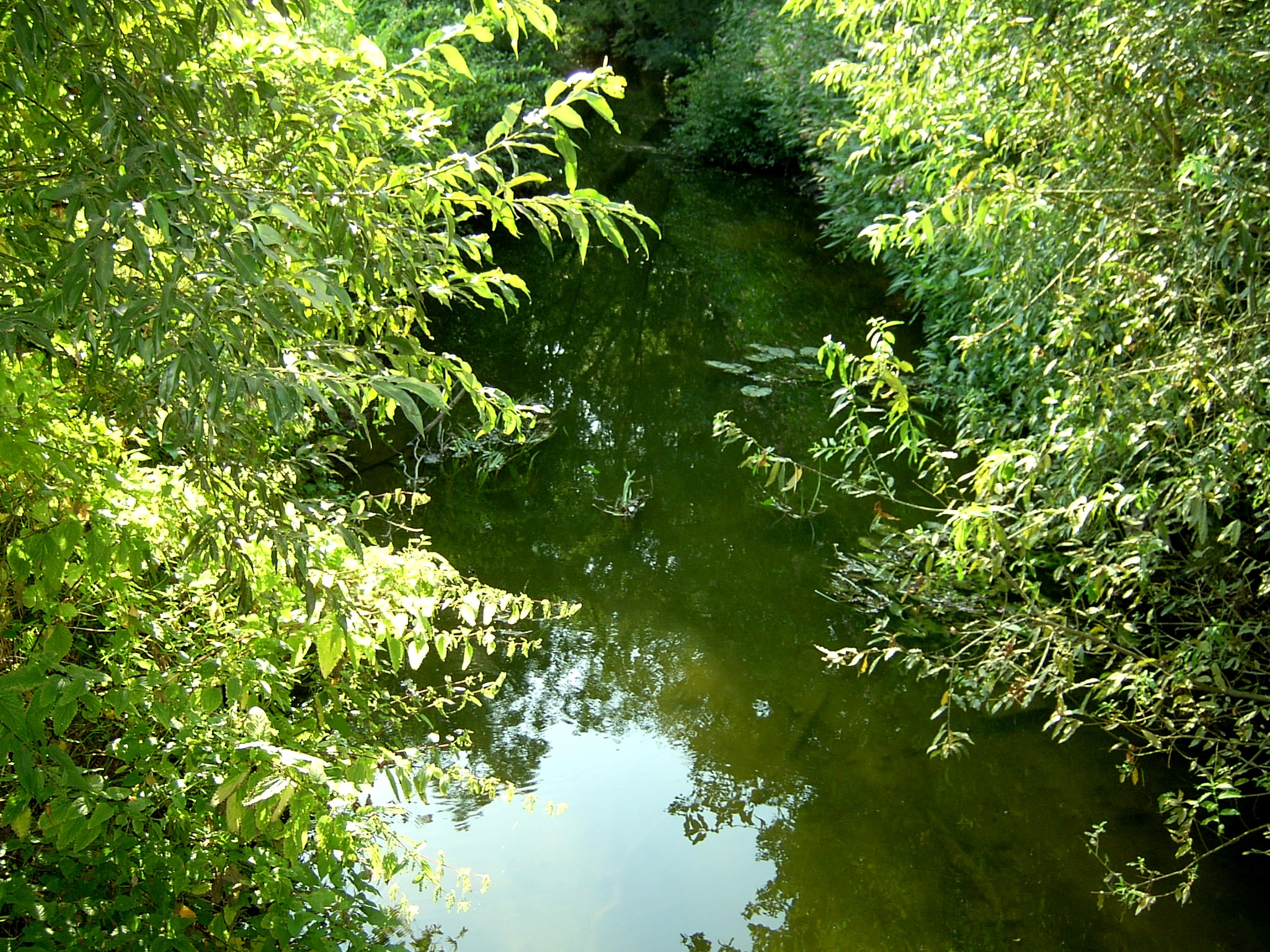
Nebenarm Neue Else bei Bünde

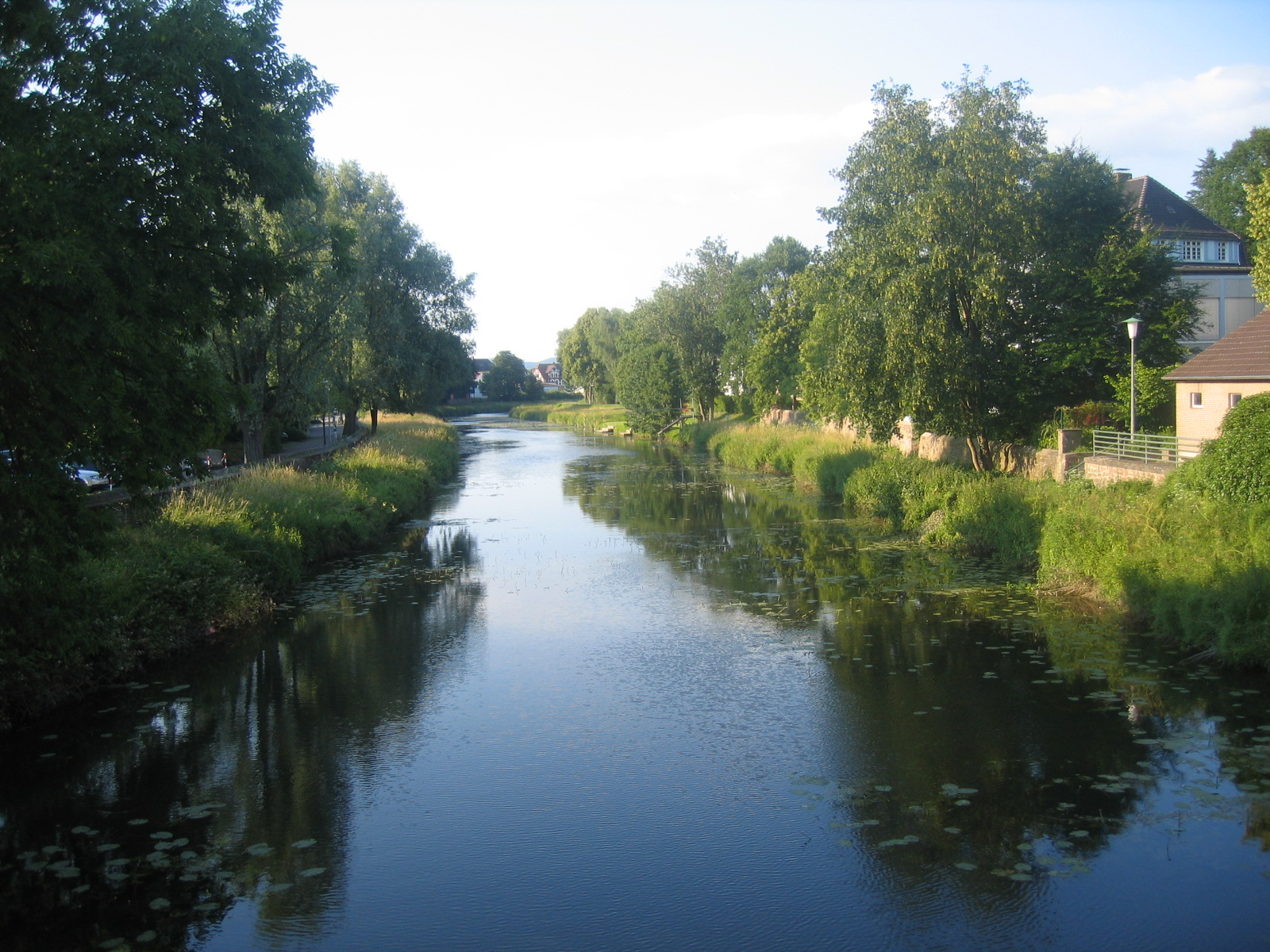
Die Else in Bünde

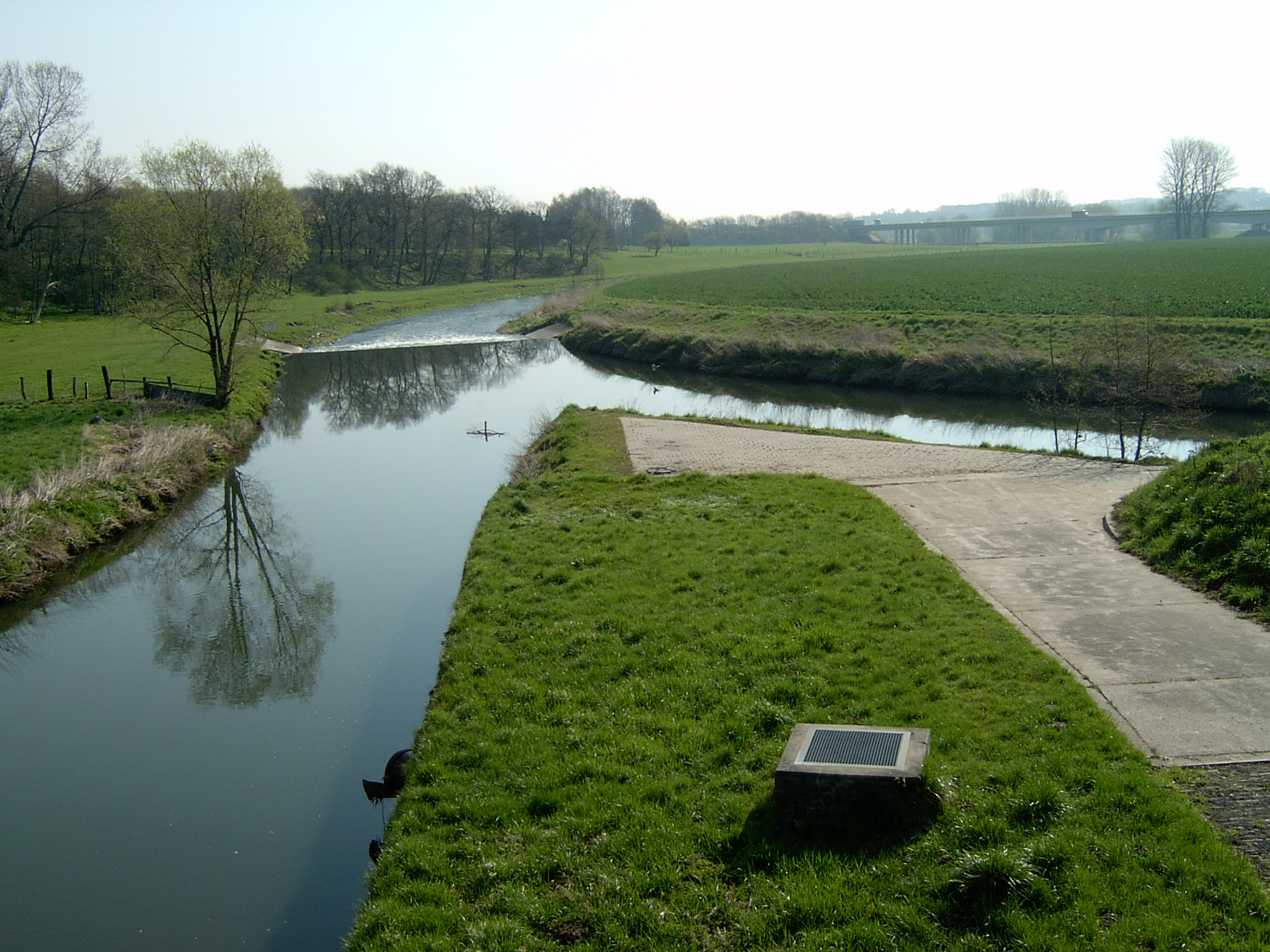
Mündung der Else in die Werre: links die Else, rechts und im Hintergrund die Werre

Die Else fließt gemächlich durch die Ravensberger Mulde und überwindet auf etwa 35,2 km Länge nur rund 28 m Höhendifferenz. Meist fließt die Else durch eine feuchte Niederung, die Elseauen. Die Else fließt außerdem durch ein Tal (Urstromtal der Else-Werre-Niederung oder Osnabrücker Tal), das südlich durch den Teutoburger Wald und nördlich durch den Höhenzug des Wiehengebirges begrenzt wird. Nach der Bifurkation in Melle fließt sie in Richtung Osten nach Nordrhein-Westfalen, passiert die Landesgrenze bei Flusskilometer 19,2 und durchquert Rödinghausen und Bünde, bevor sie nach einer Gesamtlänge von etwa 35 km an der Ostgrenze Kirchlengerns in die Werre (Werrekilometer 12,7) mündet. Die Werre knickt an der Mündung um fast 90° nach Osten ab, nimmt also die west-östliche Fließrichtung der Else. Die Else quert dreimal die Bundesautobahn 30 (bei Gesmold (KM33), bei Bruchmühlen (KM 22) und bei Bünde (KM 15). Bei Kirchlengern überspannt die Elsetalbrücke die Else.
Die Else wird auf gesamter Fließstrecke mehrfach gestaut. Eine besonders große Dichte an Staustufen findet sich am Unterlauf zwischen Bünde und der Mündung, denn hier wird die Fließgeschwindigkeit der Else auf kurzer Strecke durch vier Staustufen reguliert. Das Kraftwerk Kirchlengern leitete seine Abwärme in die Else ein. Eine der Staustufen wurde eigens dazu gebaut.

## Nebenflüsse
Benannte Nebenflüsse, die in die Else oder die parallel geführte Neue Else münden sind (von Bifurkation bis Mündung sortiert):
- Oldendorfer Mühlenbach (L 31,1)
- Strotbach (R 29,5)
- Laerbach (R 29)
- Zwickenbach (L 29)
- Maschgraben (R 25,9)
- Eickener Mühlenbach (L 24,5)
- Violenbach (R 24)
- Bruchriede (R 22,1)
- Suttbach (L 21,5)
- Kilverbach (L 19,5)
- Mühlenbach (R 18,4)
- Alte Else (Parallelfluss zur Else, Abfluss aus Mühlenbach) (R, 0,1)
- Bennier Graben (L, 18,2)
- Alte Else (Wiedereinmündung) (R, 17,1)
- Ahler Bruchgraben (L 16,2)
- Warmenau (R 15,3)
- Neue Else (2,7 km langer Parallelfluss zur Else, Abfluss aus Else, Kilometrierung in Fließrichtung aufsteigend, R, 12,6)
  - Werfener Bach (L 1,6)
- Darmühlenbach (L 12)
- Sunderbach (L 10,5)
- Neue Else (Wiedereinmündung) (R, 10)
- Gewinghauser Bach (L 8,8)
- Knollerbach (L 8,3)
- Ostbach (Mühlenbach) (L, 7,3)
- Eselsbach (L 6,7)
- Markbach (L 4,4)
- Brandbach (Bolldammbach) (R, 3,7)

(L/R; KM): Linker rechter Zufluss, bei Flusskilometer, Mündung bei KM 0)

## Einzugsgebiet
Das Einzugsgebiet der Else hat eine Größe von 414,6 km². Im Einzugsgebiet leben rund 100.000 Menschen.
Folgende Kommunen liegen an der Else:
- Melle
- Rödinghausen
- Bünde
- Kirchlengern
- Löhne

Im Einzugsgebiet liegen außerdem ganz oder teilweise:
- Spenge
- Enger
- Hiddenhausen
- Werther
- Borgholzhausen

## Natur

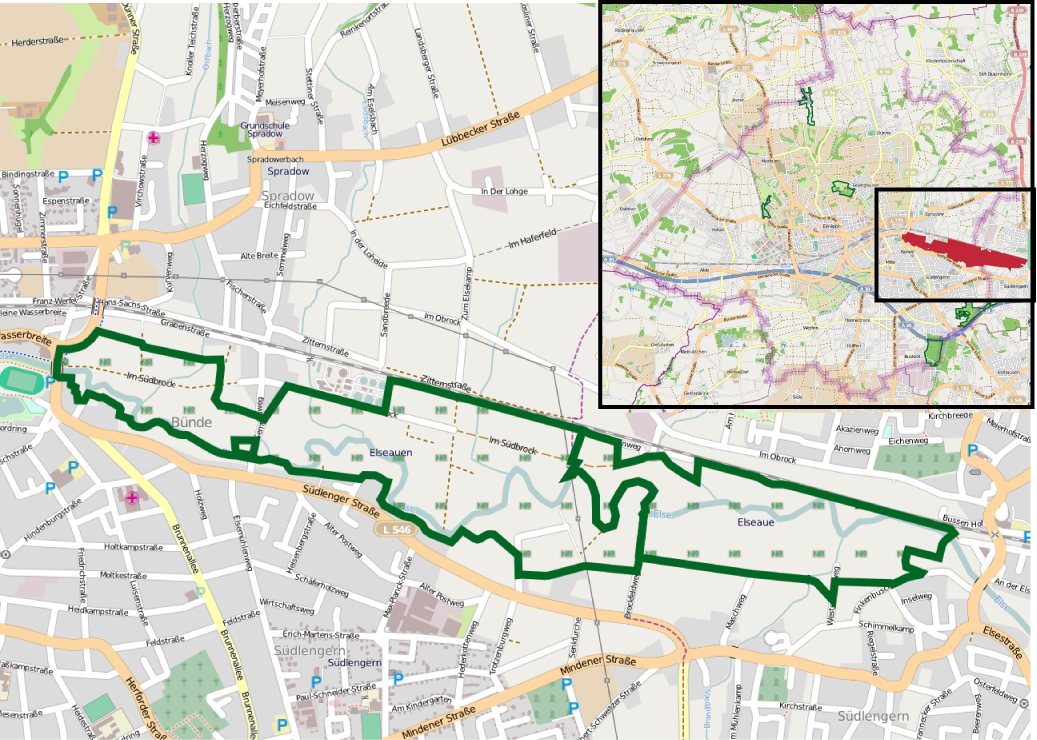
Lageplan der Naturschutzgebiete

Auf nordrhein-westfälischer Seite sind seit 1994 beziehungsweise 1995 zwei gleichnamige und angrenzende Naturschutzgebiete Elseaue mit einer Gesamtgröße von 117 ha in Bünde (etwa 74,21 ha) und Kirchlengern (etwa 41,3 ha) am Elseufer ausgewiesen. Das Gebiet liegt nördlich der Else und südlich der Bahnstrecke Löhne-Osnabrück an einem etwa 3,5 km langen Flussabschnitt. Das Gebiet ist als naturnahes Auetal inmitten des intensiv landwirtschaftlich genutzten Ravensberger Landes geschützt. In der Aue sind die Reste alter Flussläufe der Else zu erkennen. Die Flussaue ist größtenteils als Grünland mit Flutrasen ausgeprägt. Die bis zu 3 m hohen Steilufer im Gebiet sind Lebensraum für den Eisvogel.

## Tourismus
In Bünde gibt es einen Verein für Kanusport. Durch die gute Wasserqualität ist durchgängig Angeln möglich. Außerdem führt der Else-Werre-Radweg am Fluss entlang und weiter von der Mündung in die Werre bis zur Weser.